# Iulius Fidus Aquila
Iulius Fidus Aquila (vollständige Namensform Iulius Gai filius Quirina Aquila; sein Praenomen ist nicht bekannt) war ein im 2. Jahrhundert n. Chr. lebender Angehöriger des römischen Ritterstandes (Eques). In einem Militärdiplom wird sein Name als Aquila Fidus angegeben.
Durch eine Inschrift, die bei den Memnonkolossen in Luxor gefunden wurde und die auf den 22. Mai 134 datiert ist, ist belegt, dass Aquila Epistratege in der Thebais war. Er ist in dieser Funktion durch eine weitere Inschrift in griechischer Sprache nachgewiesen.
Durch ein Militärdiplom, das auf den 13. Dezember 140 datiert ist, ist belegt, dass Aquila Statthalter (Procurator Augusti) in der Provinz Dacia inferior war. Er ist in dieser Funktion auch durch eine Inschrift, die in Copăceni gefunden wurde und die auf 140 datiert ist, nachgewiesen.
Aquila war in der Tribus Quirina eingeschrieben und stammte aus Sicca Veneria in der Provinz Africa. In seiner Heimatstadt errichtete er eine Inschrift zu Ehren seines Bruders Quintus Iulius Aquila. Durch die Inschrift in Luxor ist der Name seiner Ehefrau Asidonia Galla bekannt.